# Canal Petchora-Kama
Le canal Petchora–Kama (en russe : Канал Печора-Кама) était un projet de canal pour relier la Petchora, au nord de la Russie occidentale, et la Kama, un affluent de la Volga. L'intérêt de ce projet était d'intégrer la Petchora dans le système de voies navigables de la Russie occidentale, centré sur la Volga, ce qui était particulièrement important avant l'avènement des voies ferrées, ou avant que la première voie ferrée n'atteigne la Petchora dans les années 1940. Plus tard, ce projet fut proposé dans l'idée de transférer une partie des eaux de la Petchora à la Volga, et pour finir, à la mer Caspienne.

## Propositions duXIXesiècle
Au XIXe siècle, les communications entre la Kama et la Petchora se faisaient principalement par une route de portage longue de 40 km. Il était également possible d'utiliser de très petits bateaux pour remonter les tronçons de certains affluents de la Kama et de la Petchora, et de transporter les marchandises par portage sur 4 km. Les conditions médiocres de transport par rivière comme par portage rendaient les transferts très coûteux et divers projets virent le jour pour améliorer la situation, y compris une proposition de voie ferrée à faible écartement. Cependant, rien de concret ne fut entrepris.

## La variante nucléaire
Le canal entre la Petchora et la Kama faisait partie du plan de « reconstruction de la Volga et de son bassin », approuvé en novembre 1933 par un congrès particulier de l'Académie des Sciences d'URSS. Les recherches dans ce sens avaient été conduites par Hydroproject, l'institut de canaux et de barrages dirigé par Sergueï Iakovlevitch Jouk (russe : Сергей Яковлевич Жук). Quelques plans furent développés par l'institut de Jouk, mais ne débouchèrent pas sur des travaux.
En 1961, sous la direction de Khrouchtchev, le plan du canal connut un renouveau. Il faisait désormais partie d'un plan à plus grande échelle pour un « détournement des cours d'eau de Sibérie », qui prévoyait des projets de dérivation de grands fleuves et de rivières pour alimenter le sud de l'Union soviétique, la mer d'Aral, voire la Caspienne.
Contrairement à la plupart des autres projets de ce grand plan de détournement des cours d'eau, le tracé entre la Petchora et la Kama ne resta pas qu'un projet. Des travaux furent effectivement entrepris : le 23 mars 1971, trois explosions nucléaires souterraines de 15 kilotonnes furent déclenchées près du village de Vassioukovo, dans l'oblast de Perm, à 100 km au nord de Krasnovichersk. Cet essai nucléaire, portant le nom de code « Taïga », faisait partie du programme d'Explosions nucléaires pour l'économie nationale et devait démontrer la faisabilité d'utiliser des explosions nucléaires pour la construction de canaux. La triple explosion créa un cratère de 600 m de long. Plus tard, il fut conclu que la création d'un canal entier de cette manière, en utilisant plusieurs centaines de charges nucléaires, n'était pas faisable, et l'option nucléaire fut abandonnée,.
Le plan de détournement des cours d'eau de Sibérie fut complètement abandonné par le gouvernement en 1986.
Dans les années 2000, des écologistes locaux menèrent plusieurs expéditions jusqu'au cratère Taïga (61° 18′ 21″ N, 56° 35′ 55″ E), et rencontrèrent la seule personne résidant encore au village de Vassioukovo. Les barrières entourant le cratère avaient rouillé et étaient détruites, et le « lac Atomique » était devenu un lieu fréquenté pour la pêche par les résidents des villages alentour ; il est également connu pour l'abondance des champignons. C'est aussi un secteur où les gens recherchent du métal provenant des tests pour le vendre sur le marché du recyclage de la ferraille. Les écologistes ont recommandé qu'une barrière soit à nouveau érigée autour du cratère en raison de la radioactivité résiduelle.